# Ephemerella notata
Espèce
Ephemerella notata est une espèce d'éphéméroptères de la famille des Ephemerellidae.

## Localisation
Cette espèce se rencontre sur les rivières d'Europe occidentale.

## Caractéristiques physiques
Ephemerella notata est marron clair à son stade subimago (ailes et corps) et jaune-orangé au stade d'imago (avec des ailes transparentes et non pas "bleues" comme sa cousine Ephemerella ignita).
- Nymphe : de 6 à 9 mm pour le corps
- Imago :
  - Corps : de 6 à 10 mm
  - Cerques : ♂ 8 à 12 mm, ♀ 7 à 9 mm
  - Ailes : ♂ 6 à 10 mm, ♀ 8 à 12 mm

## Éclosion
En mai et juin.